# 耳草
耳草（学名：Hedyotis auricularia），为茜草科耳草属下的一个植物种。